# Kaliumwaterstofsulfaat
Kaliumwaterstofsulfaat (KHSO4) of kaliumbisulfaat is een zout dat als zuurteregelaar gebruikt wordt (als E-nummer 515).

## Bereiding
Kaliumwaterstofsulfaat kan worden verkregen uit kaliumhydroxide en zwavelzuur:
{\displaystyle {\ce {KOH + H2SO4 -> KHSO4 + H2O}}}